# Nati nel 1994/Agosto
| Questa pagina contiene informazioni ricavate automaticamente dalle voci biografiche con l'ausilio del template Bio e di un bot. L'aggiornamento è periodico e automatico e ricostruisce completamente la pagina. Se manca una persona in questa lista, sei pregato di non aggiungerla, ma accertati piuttosto che la sua voce biografica contenga il template Bio e che i dati anagrafici siano correttamente compilati. Se il template Bio manca, inseriscilo tu stesso o, in alternativa, metti l'avviso {{tmp\|Bio}} che ne segnala la mancanza. Se i dati riportati sono sbagliati, correggi direttamente la voce biografica; le modifiche saranno visibili in questa lista entro pochi giorni. Per chiarimenti vedi il progetto biografie. La lista contiene solo le 449 persone che sono citate nell'enciclopedia e per le quali è stato implementato correttamente il template Bio. Pagina aggiornata al 18 ago 2025. |

- 1º agosto - Domenico Berardi, calciatore italiano
- 1º agosto - Bruno Sávio, calciatore brasiliano
- 1º agosto - Oleh Dančenko, ex calciatore ucraino
- 1º agosto - Aurelia Del Vecchio, calciatrice italiana
- 1º agosto - Antonia Delaere, cestista belga
- 1º agosto - Besir Demiri, calciatore macedone
- 1º agosto - Hamza, rapper belga
- 1º agosto - Carmelo Hayes, wrestler statunitense
- 1º agosto - Sarah Hendrickson, ex saltatrice con gli sci statunitense
- 1º agosto - Arjan Knipping, nuotatore olandese
- 1º agosto - Carley Mijović, cestista australiana
- 1º agosto - Lionel Mpasi, calciatore francese
- 1º agosto - Gonçalo Paciência, calciatore portoghese
- 1º agosto - Saszan, cantante polacca
- 1º agosto - Jesse Puts, nuotatore olandese
- 1º agosto - Carla Sehn, attrice svedese
- 1º agosto - Batzul Ulziisaikhan, lottatore mongolo
- 1º agosto - Ulrich Wohlgenannt, saltatore con gli sci austriaco
- 2 agosto - Dante Colle, attore pornografico statunitense
- 2 agosto - Jacob Collier, cantautore e polistrumentista britannico
- 2 agosto - Jonatan Goitía, calciatore argentino
- 2 agosto - Ji Xiaochen, pallavolista cinese
- 2 agosto - Sierra Katow, attrice, cabarettista e sceneggiatrice statunitense
- 2 agosto - Kazuki Kozuka, calciatore giapponese
- 2 agosto - Emil Krafth, calciatore svedese
- 2 agosto - Eider Merino, ciclista su strada spagnola
- 2 agosto - Franglish, rapper e cantante francese
- 2 agosto - Bruno Mendes, calciatore brasiliano
- 2 agosto - Laura Pigossi, tennista brasiliana
- 2 agosto - Dane Pineau, ex cestista australiano
- 2 agosto - Elena Prokof'eva, sincronetta russa
- 2 agosto - Alie Sesay, calciatore sierraleonese
- 2 agosto - Tang Yuanting, giocatrice di badminton cinese
- 2 agosto - Laremy Tunsil, giocatore di football americano statunitense
- 2 agosto - Oabnithi Wiwattanawarang, attore thailandese
- 2 agosto - Il'ja Šymanovič, nuotatore bielorusso
- 3 agosto - Serge Kevyn, calciatore gabonese
- 3 agosto - Endoğan Adili, ex calciatore svizzero
- 3 agosto - Kwon Alexander, giocatore di football americano statunitense
- 3 agosto - Alberto Barison, calciatore italiano
- 3 agosto - Alexander Blomqvist, calciatore svedese
- 3 agosto - Mateus Claus, calciatore brasiliano
- 3 agosto - Freddie Crittenden, ostacolista statunitense
- 3 agosto - Dante Fowler, giocatore di football americano statunitense
- 3 agosto - Todd Gurley, ex giocatore di football americano statunitense
- 3 agosto - Younghoe Koo, giocatore di football americano sudcoreano
- 3 agosto - Conor Morgan, cestista canadese
- 3 agosto - Emerson Palmieri, calciatore brasiliano
- 3 agosto - Jair Tavares da Silva, calciatore brasiliano
- 3 agosto - Corentin Tolisso, calciatore francese
- 3 agosto - Francesco Vicari, calciatore italiano
- 3 agosto - Nick Walker, culturista statunitense
- 3 agosto - Dmytro Zaderec'kyj, ex calciatore ucraino
- 3 agosto - Lina Ǵorčeska, tennista macedone
- 4 agosto - Orlando Arcia, giocatore di baseball venezuelano
- 4 agosto - Madison Bugg, pallavolista statunitense
- 4 agosto - Mathias Dahl Abelsen, giocatore di calcio a 5 e calciatore norvegese
- 4 agosto - Mohamed Elyounoussi, calciatore marocchino
- 4 agosto - Mayuko Fukuda, attrice giapponese
- 4 agosto - Greg Joseph, giocatore di football americano sudafricano
- 4 agosto - Michail Kulagin, cestista russo
- 4 agosto - Mauricio Ortega, discobolo colombiano
- 4 agosto - Kristian Pedersen, calciatore danese
- 4 agosto - Bobby Shmurda, rapper statunitense
- 4 agosto - Federico Ruzza, rugbista a 15 italiano
- 4 agosto - Hannah Schmidt, sciatrice freestyle canadese
- 4 agosto - Jozo Šimunović, ex calciatore croato
- 4 agosto - Elliot Slessor, giocatore di snooker inglese
- 4 agosto - Kit Wilson, wrestler britannico
- 4 agosto - Matt Thomas, cestista statunitense
- 4 agosto - Blati Touré, calciatore burkinabé
- 5 agosto - Artur Sérgio Batista de Souza, calciatore brasiliano
- 5 agosto - Jamilu Collins, calciatore nigeriano
- 5 agosto - Gazo, rapper francese
- 5 agosto - Kadir Hodžić, calciatore svedese
- 5 agosto - Vince Hunter, cestista statunitense
- 5 agosto - Shalom Luani, calciatore e giocatore di football americano samoano americano
- 5 agosto - Vüqar Mustafayev, ex calciatore azero
- 5 agosto - Sonni Nattestad, calciatore faroese
- 5 agosto - Stephen Newbold, velocista bahamense
- 5 agosto - Ben Osborn, calciatore inglese
- 5 agosto - Eddy Polanco, cestista statunitense
- 5 agosto - Martín Vladimir Rodríguez, calciatore cileno
- 5 agosto - Lorenzo Rosseti, calciatore italiano
- 5 agosto - Sebastian Schonlau, calciatore tedesco
- 5 agosto - Cindy Sember, ostacolista britannica
- 5 agosto - Yasutaka Uchiyama, tennista giapponese
- 5 agosto - Yuri Oliveira Lima, ex calciatore brasiliano
- 6 agosto - Murad Bazarov, lottatore azero
- 6 agosto - Danilo Cataldi, calciatore italiano
- 6 agosto - Hernán Da Campo, calciatore argentino
- 6 agosto - Daviyon Draper, cestista statunitense
- 6 agosto - Colin Joyce, ciclista su strada statunitense
- 6 agosto - Richard André Ordemann, taekwondoka norvegese
- 6 agosto - Jean-Marc Pontvianne, triplista francese
- 6 agosto - Aldair Rodríguez, calciatore peruviano
- 6 agosto - Fabio Strauss, calciatore austriaco
- 6 agosto - Zou Lijuan, atleta paralimpica cinese
- 6 agosto - Jort van Gennep, canottiere olandese
- 7 agosto - Federico Álvarez, calciatore argentino
- 7 agosto - Jérémy Desplanches, nuotatore svizzero
- 7 agosto - Myra Granberg, cantante svedese
- 7 agosto - Alexa Gray, pallavolista canadese
- 7 agosto - Milan Havel, calciatore ceco
- 7 agosto - Sayed Redha Isa, calciatore bahreinita
- 7 agosto - Evgenij Karlovskij, tennista russo
- 7 agosto - Vitaliy Khudyakov, nuotatore kazako
- 7 agosto - Toms Leimanis, cestista lettone
- 7 agosto - José Andrés Martínez, calciatore venezuelano
- 7 agosto - Alen Mašović, calciatore serbo
- 7 agosto - Ryan Mullen, ciclista su strada e pistard irlandese
- 7 agosto - Hor Ohannesjan, lottatore ucraino
- 7 agosto - Jeremiah Poutasi, giocatore di football americano statunitense
- 7 agosto - Popoola Saliu, calciatore nigeriano
- 7 agosto - Shan Jun, pugile cinese
- 8 agosto - Carlos Barreto, pallavolista brasiliano
- 8 agosto - Mirabai Chanu, sollevatrice indiana
- 8 agosto - Ruth Chepngetich, maratoneta keniota
- 8 agosto - Quenton DeCosey, cestista statunitense
- 8 agosto - Pascal Dion, pattinatore di short track canadese
- 8 agosto - Joris Kayembe, calciatore belga
- 8 agosto - Steve Lawson, calciatore togolese
- 8 agosto - Dallin Leavitt, giocatore di football americano statunitense
- 8 agosto - Lauv, cantautore e produttore discografico statunitense
- 8 agosto - Chancel Mbemba, calciatore congolese (Repubblica Democratica del Congo)
- 8 agosto - Francisco Edson Moreira da Silva, calciatore brasiliano
- 8 agosto - Alexa Moreno, ginnasta messicana
- 8 agosto - MacDonald Ngwa Niba, calciatore camerunese
- 8 agosto - Cameron Payne, cestista statunitense
- 8 agosto - Mauro Pittón, calciatore argentino
- 8 agosto - Kalif Raymond, giocatore di football americano statunitense
- 8 agosto - Jeremy Toljan, calciatore tedesco
- 8 agosto - Steven van de Velde, giocatore di beach volley olandese
- 8 agosto - Igor Vujačić, calciatore montenegrino
- 8 agosto - Carlos Antonio de Souza Júnior, calciatore brasiliano
- 9 agosto - King Von, rapper e criminale statunitense († 2020)
- 9 agosto - Alexander Djiku, calciatore ghanese
- 9 agosto - Jonathan Espericueta, ex calciatore messicano
- 9 agosto - Ryan Kitto, calciatore australiano
- 9 agosto - Michał Kędzierski, pallavolista polacco
- 9 agosto - Forrest Landis, attore statunitense
- 9 agosto - Murat Paluli, calciatore turco
- 9 agosto - Ioannis Pilavakis, taekwondoka cipriota
- 9 agosto - Evangelia Plataniōtī, nuotatrice artistica greca
- 9 agosto - Duke Riley, giocatore di football americano statunitense
- 9 agosto - Vincent Vermeij, calciatore olandese
- 9 agosto - Jamie Weisner, ex cestista statunitense
- 9 agosto - Lorenzo Zazzeri, nuotatore italiano
- 10 agosto - Adryan, calciatore brasiliano
- 10 agosto - Søren Kragh Andersen, ciclista su strada danese
- 10 agosto - Chun In-gee, golfista sudcoreana
- 10 agosto - Alen Grgić, calciatore croato
- 10 agosto - Jack Haven, attore statunitense
- 10 agosto - Kim Song-i, tennistavolista nordcoreana
- 10 agosto - Nir Lax, calciatore israeliano
- 10 agosto - Danielle Lea, calciatrice inglese
- 10 agosto - Gulnoza Matniyazova, judoka uzbeka
- 10 agosto - Rafael Páez, calciatore spagnolo
- 10 agosto - Bernardo Silva, calciatore portoghese
- 11 agosto - Rand Al-Mashhadani, arciera irachena
- 11 agosto - Joseph Barbato, calciatore francese
- 11 agosto - Gordan Barić, calciatore croato
- 11 agosto - Marco Caverzan, giocatore di calcio a 5 italiano
- 11 agosto - Kavon Frazier, giocatore di football americano statunitense
- 11 agosto - Aboubakary Kanté, calciatore gambiano
- 11 agosto - Liu Yang, ginnasta cinese
- 11 agosto - Oskar Nisu, ciclista su strada estone
- 11 agosto - Dai Dai Ntab, pattinatore di velocità su ghiaccio olandese
- 11 agosto - Storm Hunter, tennista australiana
- 11 agosto - Nicholas Sighinolfi, pallavolista italiano
- 11 agosto - David Terans, calciatore uruguaiano
- 11 agosto - Zhao Zhifang, cestista cinese
- 12 agosto - Ryan Anderson, giocatore di football americano statunitense
- 12 agosto - Emanuele Cicerelli, calciatore italiano
- 12 agosto - Júlio César Czarneski, calciatore brasiliano
- 12 agosto - Diandra, cantante finlandese
- 12 agosto - Armin Hadipour, taekwondoka iraniano
- 12 agosto - Thomas Jordier, velocista francese
- 12 agosto - Nurkhon Kurbanova, atleta paralimpica uzbeka
- 12 agosto - Andre Lewis, calciatore giamaicano
- 12 agosto - Kristoffer Normann Hansen, calciatore norvegese
- 12 agosto - Cristian Ramírez, calciatore ecuadoriano
- 12 agosto - Kevin Rodríguez, pallavolista e giocatore di beach volley portoricano
- 12 agosto - Ryan Seaberg, ex giocatore di football americano statunitense
- 12 agosto - Dīmītrios Sounas, calciatore greco
- 12 agosto - Bex Taylor-Klaus, attrice statunitense
- 12 agosto - Simone Tempestini, pilota di rally rumeno
- 13 agosto - Sri Wahyuni Agustiani, sollevatrice indonesiana
- 13 agosto - Joaquín Correa, calciatore argentino
- 13 agosto - Ryan Gibbons, ciclista su strada sudafricano
- 13 agosto - Muhadjiri Hakizimana, calciatore ruandese
- 13 agosto - Letícia Izidoro Lima da Silva, calciatrice brasiliana
- 13 agosto - Andrea Meza, modella messicana
- 13 agosto - Steven Moreira, calciatore francese
- 13 agosto - V"jačeslav Petrov, cestista ucraino
- 13 agosto - Yunus Sentamu, calciatore ugandese
- 14 agosto - Erin Fairs, pallavolista statunitense
- 14 agosto - Alex Ferreira, sciatore freestyle statunitense
- 14 agosto - Loïc Gasch, altista svizzero
- 14 agosto - Cheyenne Loch, snowboarder tedesca
- 14 agosto - Artur Jorge Marques Amorim, calciatore portoghese
- 14 agosto - Ivan Miladinović, calciatore serbo
- 14 agosto - Abe Wiersma, canottiere olandese
- 15 agosto - Elia Bossi, pallavolista italiano
- 15 agosto - Lasse Christensen, calciatore danese
- 15 agosto - Anthony Clemmons, cestista statunitense
- 15 agosto - Lovro Demo, ex cestista croato
- 15 agosto - Moussa Doumbia, calciatore maliano
- 15 agosto - Vasilij Fedotov, pallanuotista russo
- 15 agosto - Jesús Gallardo, calciatore messicano
- 15 agosto - Kōsuke Hagino, ex nuotatore giapponese
- 15 agosto - Cebrail Karayel, calciatore turco
- 15 agosto - Kim Tae-hun, taekwondoka sudcoreano
- 15 agosto - Lina Magull, calciatrice tedesca
- 15 agosto - Nikolaos Politīs, ex taekwondoka greco
- 15 agosto - Obeng Regan, calciatore ghanese
- 15 agosto - Xavier Rubio, hockeista su pista spagnolo
- 15 agosto - Rashawn Thomas, cestista statunitense
- 15 agosto - Romario Williams, calciatore giamaicano
- 15 agosto - Natal'ja Zabijako, pattinatrice artistica su ghiaccio estone
- 16 agosto - David Arshakyan, calciatore russo
- 16 agosto - Jens Burman, fondista svedese
- 16 agosto - Aleksandr Gorbacevič, slittinista russo
- 16 agosto - Koray Günter, calciatore tedesco
- 16 agosto - Eili Harboe, attrice norvegese
- 16 agosto - Airi Hatakeyama, ginnasta giapponese
- 16 agosto - Lucas Janson, calciatore argentino
- 16 agosto - Jesika Malečková, tennista ceca
- 16 agosto - Julian Pollersbeck, calciatore tedesco
- 16 agosto - Mike Thomas, giocatore di football americano statunitense
- 16 agosto - Naoki Usui, giocatore di football americano giapponese
- 17 agosto - Tiémoué Bakayoko, calciatore francese
- 17 agosto - Phoebe Bridgers, cantautrice e chitarrista statunitense
- 17 agosto - Robin Buwalda, calciatore olandese
- 17 agosto - Choe Eun-sil, cestista sudcoreana
- 17 agosto - Jack Conklin, giocatore di football americano statunitense
- 17 agosto - Jordan Emanuel, modella statunitense
- 17 agosto - Taissa Farmiga, attrice statunitense
- 17 agosto - Amanuel Gebreigzabhier, ciclista su strada eritreo
- 17 agosto - Adina Giurgiu, calciatrice rumena
- 17 agosto - Archie Goodwin, cestista statunitense
- 17 agosto - Gerardo Gordillo, calciatore guatemalteco
- 17 agosto - Bas Kuipers, calciatore olandese
- 17 agosto - Annie Lazor, nuotatrice statunitense
- 17 agosto - Vladimir Maslennikov, tiratore a segno russo
- 17 agosto - Tahjere McCall, cestista statunitense
- 17 agosto - Angelica Moratelli, tennista italiana
- 17 agosto - Cédric Ondo Biyoghé, calciatore gabonese
- 17 agosto - Imke Onnen, altista tedesca
- 17 agosto - Martín Rodríguez, hockeista su pista spagnolo
- 17 agosto - Gonzalo Serrano, ciclista su strada spagnolo
- 17 agosto - Sick Luke, produttore discografico italiano
- 17 agosto - Kendyl Stewart, nuotatrice statunitense
- 18 agosto - Ceyda Aktaş, pallavolista turca
- 18 agosto - Davíð Örn Atlason, calciatore islandese
- 18 agosto - Matheus Barbosa, calciatore brasiliano
- 18 agosto - Shalom Brune-Franklin, attrice britannica
- 18 agosto - Mohammed Djetei, calciatore camerunese
- 18 agosto - Lucas Farias, ex calciatore brasiliano
- 18 agosto - Sin Boy, rapper greco
- 18 agosto - Gregor Hrovat, cestista sloveno
- 18 agosto - Vitor Kley, cantante, musicista e polistrumentista brasiliano
- 18 agosto - Ivan Konovalov, calciatore russo
- 18 agosto - Kayel Locke, ex cestista statunitense
- 18 agosto - Taylor Moton, giocatore di football americano statunitense
- 18 agosto - Krists Neilands, ciclista su strada lettone
- 18 agosto - Eric Johana Omondi, calciatore keniota
- 18 agosto - Todor Petrović, calciatore serbo
- 18 agosto - Madelaine Petsch, attrice, youtuber e modella statunitense
- 18 agosto - Alexis Ryan, ciclista su strada statunitense
- 18 agosto - Morgan Sanson, calciatore francese
- 18 agosto - Krisztián Somhegyi, tuffatore ungherese
- 19 agosto - Diego Arbelo, rugbista a 15 uruguaiano
- 19 agosto - Nick Cassidy, pilota automobilistico neozelandese
- 19 agosto - Evans Ganapamo, cestista francese
- 19 agosto - Fernando Gaviria, ciclista su strada e pistard colombiano
- 19 agosto - Edmílson Junior, calciatore belga
- 19 agosto - Jean Kaltack, calciatore vanuatuano
- 19 agosto - Jake Matthews, artista marziale misto australiano
- 19 agosto - Jannik Nowak, giocatore di football americano tedesco
- 19 agosto - Sonia O'Neill, calciatrice canadese
- 19 agosto - Yseult, cantautrice, modella e attrice francese
- 19 agosto - Alexis Raynaud, tiratore a segno francese
- 19 agosto - Katja Salskov-Iversen, velista danese
- 19 agosto - Silje Theodorsen, fondista norvegese
- 19 agosto - Nafissatou Thiam, multiplista e altista belga
- 19 agosto - Steven Ugarković, calciatore australiano
- 19 agosto - Ion Ursu, calciatore moldavo
- 19 agosto - Lucas Villalba, calciatore argentino
- 19 agosto - Johannes Weißenfeld, canottiere tedesco
- 19 agosto - Andrew Wylie, giocatore di football americano statunitense
- 19 agosto - Mert Hakan Yandaş, calciatore turco
- 19 agosto - Mar'jan Zakal'nyc'kyj, marciatore ucraino
- 19 agosto - Zhang Yuxuan, tennista cinese
- 20 agosto - Janine Beckie, calciatrice statunitense
- 20 agosto - Neil Benjamin, calciatore trinidadiano
- 20 agosto - Huang Changzhou, lunghista cinese
- 20 agosto - Ivana Jakubcová, cestista slovacca
- 20 agosto - Eric Jerez, calciatore argentino
- 20 agosto - Luc Kassi, calciatore ivoriano
- 20 agosto - Óscar Valentín, calciatore spagnolo
- 20 agosto - Baba Mensah, calciatore ghanese
- 20 agosto - Yassine Ouhdadi, atleta paralimpico marocchino
- 20 agosto - Jan-Willem van Schip, pistard e ciclista su strada olandese
- 20 agosto - Rudinilson Silva, calciatore guineense
- 20 agosto - Erik Thommy, calciatore tedesco
- 20 agosto - Mitchell Trubisky, giocatore di football americano statunitense
- 20 agosto - Gabriel Inocêncio, calciatore brasiliano
- 21 agosto - Kaja Eržen, calciatrice slovena
- 21 agosto - Bobby Hart, giocatore di football americano statunitense
- 21 agosto - Kyndahl Hill, cestista statunitense
- 22 agosto - Luis Bertrán, pallavolista portoricano
- 22 agosto - Israel Broussard, attore statunitense
- 22 agosto - Kevin Bryant, cestista tedesco
- 22 agosto - Ben Carter, cestista statunitense
- 22 agosto - Hernando Cáceres, cestista uruguaiano
- 22 agosto - Rokas Gustys, cestista lituano
- 22 agosto - Elijah Hall, velocista statunitense
- 22 agosto - Lazza, rapper, musicista e produttore discografico italiano
- 22 agosto - Craig Moller, cestista australiano
- 22 agosto - Sebastián Morales, tuffatore colombiano
- 22 agosto - Jakov Mustapić, cestista croato
- 22 agosto - Olli Määttä, hockeista su ghiaccio finlandese
- 22 agosto - Astou Ndour, cestista senegalese
- 22 agosto - Luis Orta, lottatore cubano
- 22 agosto - Pité, calciatore portoghese
- 22 agosto - Elvin Yunuszadə, calciatore azero
- 23 agosto - August Ames, attrice pornografica canadese († 2017)
- 23 agosto - Roberto Bellarosa, cantante belga
- 23 agosto - Taylor Decker, giocatore di football americano statunitense
- 23 agosto - Richard Gadze, calciatore ghanese
- 23 agosto - Dara Howell, sciatrice freestyle canadese
- 23 agosto - Nicolás Ibáñez, calciatore argentino
- 23 agosto - Emre Kılınç, calciatore turco
- 23 agosto - Shōya Nakajima, calciatore giapponese
- 23 agosto - Jusuf Nurkić, cestista bosniaco
- 23 agosto - Dominik Raschner, sciatore alpino austriaco
- 23 agosto - Francesca Reale, attrice statunitense
- 23 agosto - Kristina Topuzović, cestista serba
- 23 agosto - Marcin Wasielewski, calciatore polacco
- 23 agosto - Hyūga Watanabe, pilota motociclistico giapponese
- 23 agosto - Lisa Zaiser, ex nuotatrice austriaca
- 23 agosto - Zhang Liting, ex cestista cinese
- 23 agosto - Igor Julião, calciatore brasiliano
- 24 agosto - Ákos Baki, calciatore ungherese
- 24 agosto - Ol'ga Chorošavceva, lottatrice russa
- 24 agosto - Michal Faško, calciatore slovacco
- 24 agosto - Bernadett Határ, cestista ungherese
- 24 agosto - Cătălin Hlistei, calciatore rumeno
- 24 agosto - J.R. Holder, cestista statunitense
- 24 agosto - Lin Yue, pattinatrice di short track cinese
- 24 agosto - King Krule, cantante e musicista britannico
- 24 agosto - Jean-Victor Mukama, cestista canadese
- 24 agosto - Moustapha N'Diaye, calciatore senegalese
- 24 agosto - Kelsey Plum, cestista statunitense
- 24 agosto - Giada Rossi, tennistavolista italiana
- 24 agosto - Lena Soleng Hansen, calciatrice norvegese
- 24 agosto - Petter Strand, calciatore norvegese
- 24 agosto - Edgar Vicedo, cestista spagnolo
- 24 agosto - Dirk Williams, cestista statunitense
- 25 agosto - Madallah Al-Olayan, calciatore saudita
- 25 agosto - Natasha Liu Bordizzo, attrice australiana
- 25 agosto - Saleh Chihadeh, calciatore palestinese
- 25 agosto - Carolina Costa, judoka italiana
- 25 agosto - Paulo Díaz, calciatore cileno
- 25 agosto - Karyna Dzëminskaja, arciera bielorussa
- 25 agosto - Josh Flitter, attore statunitense
- 25 agosto - Eden Hason, cantautore israeliano
- 25 agosto - Pilar Khoury, calciatrice canadese
- 25 agosto - Caris LeVert, cestista statunitense
- 25 agosto - Amber Rolfzen, ex pallavolista statunitense
- 25 agosto - Kadie Rolfzen, ex pallavolista statunitense
- 25 agosto - Jacob Sabua, calciatore papuano
- 26 agosto - Hela Ayari, judoka tunisina
- 26 agosto - Alex Collins, giocatore di football americano statunitense († 2023)
- 26 agosto - Aphiwe Dyantyi, rugbista a 15 sudafricano
- 26 agosto - Diego Coca, calciatore salvadoregno
- 26 agosto - Jems Geffrard, calciatore canadese
- 26 agosto - Michael Githae, maratoneta keniota
- 26 agosto - Reece Hodge, rugbista a 15 australiano
- 26 agosto - Victor Koretzky, mountain biker, ciclocrossista e ciclista su strada francese
- 26 agosto - Guillermo Méndez, calciatore uruguaiano
- 26 agosto - Topias Palmi, cestista finlandese
- 26 agosto - Helena Rapaport, ex sciatrice alpina svedese
- 26 agosto - Jair Rodrigues Júnior, calciatore brasiliano
- 26 agosto - Suphan Thongsong, calciatore thailandese
- 26 agosto - Renzo Zambrano, calciatore venezuelano
- 27 agosto - Ellar Coltrane, attore statunitense
- 27 agosto - Alex Crognale, calciatore statunitense
- 27 agosto - Jorronie McLean, calciatore britannico
- 27 agosto - Bruce Mouat, giocatore di curling britannico
- 27 agosto - Mesud Pezer, pesista bosniaco
- 27 agosto - Jendrik Sigwart, cantautore e polistrumentista tedesco
- 27 agosto - Coumba Sow, calciatrice svizzera
- 27 agosto - Breanna Stewart, cestista statunitense
- 27 agosto - Chiara Tabani, pallanuotista italiana
- 27 agosto - Giulia Trapani, calciatrice italiana
- 27 agosto - Lidija Turčinović, cestista serba
- 27 agosto - Domenic Weinstein, ex pistard e ciclista su strada tedesco
- 28 agosto - Kahleah Copper, cestista statunitense
- 28 agosto - Juan Dinenno, calciatore argentino
- 28 agosto - Tyler Ennis, cestista canadese
- 28 agosto - Nahom Girmai Netabay, calciatore svedese
- 28 agosto - Joseph Guédé Gnadou, calciatore ivoriano
- 28 agosto - Namasthée Harris-Gauthier, pattinatrice di short track canadese
- 28 agosto - Ons Jabeur, tennista tunisina
- 28 agosto - Felix Jaehn, disc jockey e produttore discografico tedesco
- 28 agosto - Junior Malanda, calciatore belga († 2015)
- 28 agosto - Eugenio Meloni, altista italiano
- 28 agosto - Ramiro Quintana, calciatore uruguaiano
- 28 agosto - Tom Robertson, rugbista a 15 australiano
- 28 agosto - Jirakit Thawornwong, attore televisivo e cantante thailandese
- 28 agosto - Scooby Wright III, giocatore di football americano statunitense
- 28 agosto - Ida, cantante danese
- 29 agosto - Ysaline Bonaventure, ex tennista belga
- 29 agosto - Gabriele Detti, nuotatore italiano
- 29 agosto - Elliott Edmondson, copilota di rally britannico
- 29 agosto - Amanda Fondell, cantante svedese
- 29 agosto - Eduardo Franco, attore e comico statunitense
- 29 agosto - Johanna Heldin, giocatrice di curling svedese
- 29 agosto - Miro Kovačić, calciatore croato
- 29 agosto - Raphaël Pujol-Siwane, triatleta marocchino
- 29 agosto - Amelia Racea, ex ginnasta rumena
- 29 agosto - Kenny Prince Redondo, calciatore tedesco
- 29 agosto - Fabian Schubert, calciatore austriaco
- 29 agosto - Julian Weber, giavellottista tedesco
- 29 agosto - Michael Yome, calciatore gibilterriano
- 29 agosto - Rodolfo Filemon, calciatore brasiliano
- 30 agosto - Tommaso Augello, calciatore italiano
- 30 agosto - Obren Cvijanović, calciatore bosniaco
- 30 agosto - Jenny Danielsson, calciatrice finlandese
- 30 agosto - J.C. Fuller, cestista statunitense
- 30 agosto - Jacques Haman, calciatore camerunese
- 30 agosto - Kwon So-hyun, cantante sudcoreana
- 30 agosto - Mateus Lucena dos Santos, calciatore brasiliano († 2016)
- 30 agosto - Luka Mijoković, ex calciatore croato
- 30 agosto - Zoja Ovsij, atleta paralimpica e ex canoista ucraina
- 30 agosto - Daniel Sanders, pilota motociclistico australiano
- 30 agosto - Giulia Scaramuzza, ex cestista italiana
- 30 agosto - Sara Tosetto, calciatrice italiana
- 30 agosto - Marta Varriale, calciatrice italiana
- 31 agosto - Caleb Agada, cestista canadese
- 31 agosto - Daniela Arias, calciatrice colombiana
- 31 agosto - Klemens Murańka, saltatore con gli sci polacco
- 31 agosto - Herdi Prenga, calciatore croato
- 31 agosto - Mitchell Stahl, pallavolista statunitense
- 31 agosto - Marco Tecchio, mountain biker e ciclista su strada italiano
- 31 agosto - Giovanni Tocci, tuffatore italiano
- 31 agosto - Luiyi de Lucas, calciatore dominicano